# W-CDMA
In telecomunicazioni con il termine W-CDMA (Wideband Code Division Multiple Access) si indica una particolare tecnologia di accesso multiplo al canale radio per reti cellulari di terza generazione (3G). Il W-CDMA è il protocollo di trasmissione usato dal sistema giapponese FOMA e dall'UMTS, il sistema di terza generazione (3G) sviluppatosi come evoluzione delle reti 2G GSM diffuse, al di fuori del Giappone e degli Stati Uniti, in quasi tutto il mondo.
Più tecnicamente, il W-CDMA è un'interfaccia a banda larga e spettro espanso (spread spectrum) basata sulla tecnologia di accesso multiplo a divisione di codice CDMA (Code Division Multiple Access). La tecnica W-CDMA permette di raggiungere velocità di trasmissione per utente superiori rispetto alla tecnica di accesso mista TDMA/FDMA utilizzata nella rete GSM/GPRS.

## Storia
Il W-CDMA è stato sviluppato dalla NTT DoCoMo come interfaccia aerea (wireless) per la propria rete 3G FOMA. In seguito inviò le specifiche all'International Telecommunication Union (ITU) per candidarlo allo standard internazionale 3G noto come IMT-2000. L'ITU, alla fine, accettò il W-CDMA come parte della famiglia degli standard 3G dell'IMT-2000, come alternativa al CDMA2000, all'EDGE e ai sistemi a corto raggio DECT. 
In seguito, il W-CDMA fu scelto come interfaccia aerea per l'UMTS, il successore del GSM/GPRS.
Le reti di telecomunicazione basate sull'accesso multiplo a divisione di codice sono state sviluppate negli anni da varie aziende, ma lo sviluppo iniziale di reti cellulari basate sul CDMA (precedente al W-CDMA) fu dominato dalla Qualcomm, la prima azienda che, basandosi sull'algoritmo di Viterbi, uno dei suoi fondatori, riuscì a realizzare un'implementazione pratica e a costi contenuti di cellulari CDMA destinati al commercio, con interfaccia aerea definita dallo standard IS-95. Quest'ultimo si è evoluto nell'attuale standard CDMA2000 (IS-856/IS-2000).
Al termine degli anni '90, NTT DoCoMo cominciò a lavorare per sviluppare una nuova interfaccia aerea CDMA a banda larga, per la propria futura rete 3G FOMA. L'interfaccia aerea della rete FOMA, chiamata W-CDMA, fu scelta come interfaccia aerea per l'UMTS, il nuovo sistema basato sul W-CDMA progettato per consentire una più facile evoluzione delle reti europee GSM rispetto al FOMA.
Pur utilizzando lo stesso tipo di interfaccia aerea, l'UMTS e il FOMA si differenziano per altri aspetti; per questo motivo i cellulari (mobile) non sono compatibili al 100% tra UMTS e FOMA, pur supportando il roaming.
La Qualcomm creò un sistema CDMA a larga banda sperimentale, chiamato CDMA 2000 3x che unificò il W-CDMA (3GPP) e il CDMA2000 (3GPP2) in un singolo progetto per uno standard mondiale. La compatibilità col CDMA2000 avrebbe consentito di abilitare il roaming sulle reti esistenti oltre al Giappone, dato che le reti CDMA2000 Qualcomm sono largamente diffuse, specialmente nelle Americhe, con una copertura presente in 58 paesi nel 2006. In ogni caso requisiti divergenti determinarono l'abbandono del progetto.
Nonostante le incompatibilità con gli standard esistenti, la tardiva introduzione di questo sistema e gli elevati costi per l'implementazione di una rete trasmissiva tutta nuova, il W-CDMA è stato adottato e sviluppato rapidamente, specialmente in Giappone, Europa e Asia, e già nel 2006 era presente in più di 55 nazioni.

### Motivazioni per la scelta del W-CDMA
Il W-CDMA trasmette su una coppia di canali a larga banda (5 MHz), mentre il CDMA2000 utilizza una o più coppie di canali con banda pari a 1,25 MHz. Sebbene il W-CDMA utilizzi come tecnologia di trasmissione il CDMA a sequenza diretta (direct sequence CDMA) come il CDMA2000, vi si differenzia in molti aspetti quindi non può essere considerata solamente una versione a banda larga del CDMA2000. Dal punto di vista ingegneristico, il W-CDMA fornisce un differente bilancio costi-capacità-prestazioni-densità, e consente benefici derivanti dalla riduzione dei costi per videoterminali mobili.
Il W-CDMA potrebbe inoltre essere una scelta migliore per l'implementazione in città densamente popolate in Europa e Asia.
In ogni caso rimangono vari ostacoli. Nonostante l'acquisizione incrociata di licenze tra Qualcomm e i fornitori di W-CDMA, esiste la possibilità che alcune funzionalità del W-CDMA siano coperte da brevetti Qualcomm e che si verifichino violazioni di licenza.
Il W-CDMA è descritto da un completo set di specifiche, un dettagliato protocollo che descrive la comunicazione tra mobile e impianti di rete, la modulazione dei segnali, la struttura dei pacchetti e le interfacce di sistema sono completamente specificati permettendo una libera concorrenza sulla realizzazione di apparati.

## Caratteristiche
Vengono riportate solamente le caratteristiche principali.
- I canali radio hanno banda pari a 5 MHz.
- La frequenza di chip (chip rate) è di 3,84 Mcps.
- Supporta due modalità di comunicazione Duplex: FDD (Frequency Division Duplexing) e TDD (Time Division Duplexing). In Europa è usata esclusivamente la modalità FDD, in cui una frequenza viene usata per l'uplink (direzione dal mobile verso l'apparato di rete) e una differente frequenza per il downlink (direzione dall'apparato di rete verso il mobile).
- Usa la rivelazione coerente (tanto in uplink quanto in downlink) basata sulla decodifica di simboli pilota
- Consente procedure inter-cella asincrone
- La durata delle trame radio è pari a 10 ms
- Utilizza la trasmissione multicodice
- Effettua un controllo di potenza adattativo basato sul SIR (rapporto segnale/interferenza)
- L'utilizzo di metodologie di rivelazione multiutente e di antenne intelligenti possono incrementare capacità e copertura
- Permette varie tipologie di handover (handoff) tra le celle, tra le quali soft handoff, softer handoff e hard handoff
- Riuso frequenziale 1:1

## Implementazioni
Il primo servizio commerciale al mondo basato sul W-CDMA, cioè il FOMA, fu lanciato da NTT DoCoMo in Giappone nel 2001
In ogni altra nazione, lo sviluppo del W-CDMA è basato esclusivamente sull'UMTS. Vedere la sezione UMTS per maggiori informazioni.
A partire dal 2003, Hutchison Whampoa introdusse gradualmente le sue reti UMTS.